# Muazzampur Shahi-moskee
De Muazzampur Shahi-moskee is een middeleeuwse moskee in de historische stad Sonargaon in Bangladesh. Volgens een inscriptie aan de achterkant van de moskee werd deze tussen 1432 en 1436 gebouwd tijdens het bewind van de sultan van Bengalen, Shamsuddin Ahmad Shah.
De moskee heeft zes koepels en een in later tijden bijgebouwde minaret. Deze koepels zijn gebouwd op 2 binnenpijlers en verder op de omringende muren. Er zijn 3 boogvormige deuren aan de oostelijke muur en 1 soortgelijke deur aan de noord- en zuidmuur. De centrale mihrab aan de westelijke muur is versierd met zwarte stenen pilaren en andere versieringen, waaronder bellen en kettingen.